# Bghaghza
Bghaghza  (in arabo ابغاغزة‎?) è un centro abitato e comune rurale del Marocco situato nella provincia di Tétouan, regione di Tangeri-Tetouan-Al Hoceima. Conta una popolazione di 6 955 abitanti (censimento 2014).